# Diecezja Barra do Piraí-Volta Redonda
Diecezja Barra do Piraí-Volta Redonda (łac. Dioecesis Barrensis de Pirai-Voltaredondensis) – diecezja Kościoła rzymskokatolickiego w Brazylii. Należy do metropolii Rio de Janeiro i wchodzi w skład regionu kościelnego Leste I. Została erygowana przez papieża Piusa XI bullą Ad supremae Apostolicae Sedis w dniu 4 grudnia 1922 jako diecezja Barra do Piraí. W 1965 do nazwy dodano drugi człon -Volta Redonda.

## Główne świątynie
- Katedra: Katedra św. Anny w Barra do Piraí
- Konkatedra: Konkatedra św. Cecylii w Volta Redonda

## Biskupi diecezjalni
- Guilherme Müller (1925–1935)
- José André Coimbra (1938–1955)
- Agnelo Rossi (1956–1962)
- Altivo Pacheco Ribeiro (1963–1966)
- Waldyr Calheiros Novaes (1966–1999)
- João Maria Messi OSM (1999–2011)
- Francesco Biasin (2011–2019)
- Luiz Henrique da Silva Brito (od 2019)